# Novo Airão
Novo Airão este un oraș în unitatea federativă Amazonas (AM) din Brazilia.